# Assassinat d'Özgecan Aslan
Özgecan Aslan (22 d'octubre de 1995 – 11 de febrer de 2015) va ser una estudiant universitària turca que va ser assassinada mentre resistia un intent de violació l'11 de febrer de 2015 en un minibús a Mersin, Turquia. El seu cos, cremat, va ser descobert el 13 de febrer d'aquell mateix any. L'assassinat va ser comès pel conductor del minibús, Ahmet Suphi Altındöken, i el seu pare Necmettin Altındöken i el seu amic Fatih Gökçe van ser còmplices per cobrir l'assassinat. Tots els autors van rebre presó perpètua agreujats sense possibilitat de la llibertat condicional.
L'assassinat va causar indignació nacional i va provocar protestes a tot el país els dies següents. Milers de manifestants van sortir als carrers en diverses províncies, i alguns van criticar el govern per la seva "resposta insuficient" i la presumpta normalització de la violació de dones. Les protestes van ser descrites com el primer moviment massiu a favor de les dones turques. També va provocar crides a reformes per combatre la violència contra les dones de manera més eficaç. El cas va rebre una gran atenció a les xarxes socials i va impulsar a les dones a compartir les seves experiències d'assetjament, el 16 de febrer va ser batejat com a "Dilluns Negre" a causa de les protestes. L'assassinat es va descriure com un catalitzador perquè les dones parlessin del seu sofriment que havia estat silenciat durant molt de temps, i mitjans com The Guardian van afirmar que també es produiria una ruptura entre les dones que defensaven el silenci i el statu quo patriarcal i les que es negaven a callar.

## Biografia
La Özgecan va néixer en una família turca Alevi pobra, que va rastrejar els seus orígens prop de Tunceli. Va ser estudiant de psicologia de primer any a la Universitat Çağ de Tars. Va néixer i es va criar a Mersin i va voler estudiar psicologia, per la qual havia desenvolupat una forta passió mentre estudiava a l'institut de turisme. Els seus pares li van donar suport, i la seva mare va tornar a la plantilla per finançar la seva educació i augmentar el 50% de la beca que havia guanyat. El seu pare és dissenyador gràfic, però li mancava una feina permanent en el moment de l'assassinat, mentre que la seva mare s'havia retirat prèviament d'una empresa de càrrega. També estava pensant a treballar a un hotel del nord de Xipre durant l'estiu per ajudar-lo en els seus honoraris. Tenia una germana gran que estudiava òpera i cant a Adana; la Özgecan també va ser descrita com una àvida escoltadora i lectora d'òpera.
El pare del perpetrador, que el va ajudar, provenia d'una família benestant de Tars i va ser alhora un joier. Tot i això, des de llavors havia fallit i va començar a treballar amb el seu fill com a conductor de minibús. Tenia registres anteriors de contraban. La dona de l'autor (casat amb ell cinc anys abans de l'assassinat) va afirmar que ell li havia infligit contínuament violència masclista i que l'havia obligat a retirar la demanda per divorciar-se uns mesos abans de l'incident, ja que suposadament l'havia amenaçat de matar-la a ella i al seu fill.
Una amiga d'Özgecan va afirmar que tenien por d'utilitzar els microbusos de la zona i que els conductors i alguns passatgers els havien mirat a través de miralls i finestres cada cop que sortien de l'autobús diverses vegades abans de l'incident.

## Assassinat i recerca
El dia de l'assassinat, Özgecan va anar a un centre comercial amb la seva amiga. Després de menjar, les dones van agafar el microbús per tornar a casa. Özgecan va ser vista per última vegada per la seva amiga quan va arribar a la seva parada, deixant a Özgecan sola al microbús. Quan Özgecan no va tornar a casa després de la nit, es va trobar desapareguda. Mentrestant, el conductor del minibús es va aturar en un punt de control de la Jandarmeria per demanar indicacions, però en lloc de seguir les indicacions, es va desviar cap a un bosc. El jandarmeria va sospitar i va detenir el vehicle trobant-hi pudors de sang, que el conductor va afirmar que havien estat causats per una baralla entre passatgers. Després d'una breu investigació, els sospitosos van ser alliberats. Després que Özgecan fos informat, la jandarmeria va tornar a buscar el microbús. Va ser capturat amb dos dels sospitosos; el barret de la Özgecan (confirmat pel seu pare) es va trobar al seu interior. Els dos sospitosos van admetre posteriorment l'assassinat i es va iniciar la recerca del tercer sospitós.
Segons les notícies, el conductor del microbús va intentar violar la Özgecan, però ella es va resistir fent servir gas pebre. Després d'això, la va apunyalar diverses vegades i la va matar amb una barra de ferro. Van tornar a Tars després de l'assassinat i va demanar ajuda al seu pare i a un amic. Els tres homes van cremar el cos de la Özgecan junts en un bosc i li van tallar les mans, mentre la Özgecan li havia ratllat la cara a l'autor durant la lluita, i temien que el seu ADN s'identifiqués a les ungles. Més tard, l'examen post-mortem va revelar que no havia estat violada i que efectivament es va trobar ADN del primer sospitós a les ungles.
Aleshores, es diu que el trio va disposar el cos cremat en una cala prop del poble de Çamalan. El cos va ser descobert per la policia el 13 de febrer i va ser transportat a l'Hospital Estatal de Tars. El cos i la cara de la Özgecan van ser cremats fins al punt que van fer impossible la identificació, ni tan sols la identificació de la roba que es va trobar amb el cos.

## Atac en la presó als condemnats de l'assassinat
Mentre complien una condemna en una presó d'alta seguretat a Adana, l'assassí d'Özgecan, Aslan Ahmet Suphi Altındöken i el seu pare van ser intentats d'assassinar per un intern a la seva pròpia cel·la l'11 d'abril de 2016. Ferits greus, van ser traslladats a l'hospital. Ahmet Suphi Altındöken va morir; el seu pare va sobreviure a l'atac. Gültekin Alan, un intern de 46 anys que complia una condemna de 50 anys, va ser declarat culpable. Va ser traslladat a la presó d'alta seguretat de Diyarbakır.
Cap cementiri de Tars o Adana va acceptar el funeral d'Ahmet Suphi Altındöken. La crisi va durar cinc dies. Finalment, el cadàver va ser extret de la morga de l'hospital en una operació encoberta a mitjanit emmascarat com a dona, i va ser enterrat en un lloc d'enterrament no revelat.